# 재가 (입헌군주제)

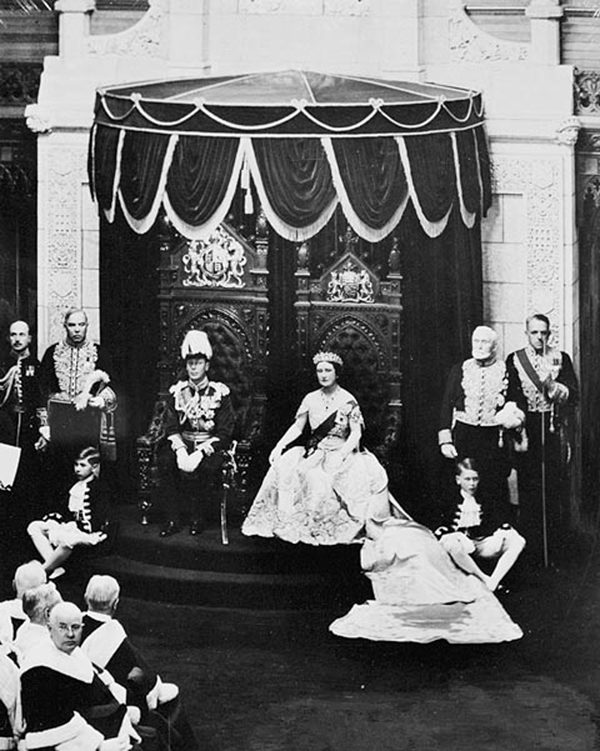
캐나다의 국왕, 조지 6세가 1939년 5월 19일에 캐나다의 상의원이 통과한 법을 국왕의 재가의 자격으로 허락하였다. 그의 왕비는 오른쪽에 있다.

재가(裁可, 영어: royal assent, 프랑스어: sanction royale)는 한 나라의 헌법에 의해 승인한 군주, 즉 입헌군주제에서 의회가 통과한 법안을 공식적으로 승인하고 반포하여 법으로 만든 것을 말한다. 영국, 노르웨이, 리히텐슈타인은 국왕이 재가를 할 수 있음에도 불구하고 오늘날 대부분의 군주는 거의 의례적인 일로 간주한다. 군주는 심각한 정치적 비상상태나 (보류 권력) 그의 정부의 조언을 제외하면 국왕의 재가를 거의 행사하지 않는다. 유럽의 군주들이 한 때 이 국왕의 재가로 법의 승인을 자주 거부하였지만 현대에 와서는 18세기부터 발달한 민주주의의 정치적 문화로 인해 국왕의 재가가 드물다.
국왕의 재가으로써의 허락은 때때로 공들인 의례와 연관이 있다. 예를 들어 영국은 군주가 웨스트민스터 궁전, 버킹엄 궁전, 아니면 또다른 왕족 거처에 국왕의 재가의 승인을 발표하는 왕립위원회(Lords Commissioners)를 임명해도 된다. 그러나 국왕의 재가는 대개 특허증(letters patent)으로 덜 의례적으로 승인한다. 오스트레일리이와 캐나다와 같은 다른 국가들은 그저 총독(Governor-General)이 법안을 서명한다. 각각의 사례에서 의회는 국왕의 재가의 승인을 반드시 알려야 한다. 두가지 방법이 있다: 첫째, 왕립위원회 혹은 군주의 대표가 두 의회 앞에서 국왕의 재가를 승인하거나, 둘째 만약 한 입헌 군주 국가가 각 상하 의회가 있을 때 의장이 따로 승인을 한다.

## 같이 보기
- 국사행위